# Giovanni Moneri
Giovanni Moneri (né le 19 mai 1637 à Visone, dans la province d'Alexandrie au Piémont, et mort en 1714) est un peintre italien baroque, actif dans la seconde moitié du XVIIe et les premières années du XVIIIe siècle.

## Biographie
Né à Visone, près  d'Acqui Terme, au Piémont, Giovanni Moneri devint le pupille de Giovanni Francesco Romanelli à Rome.
Il revint à Acqui Terme dès 1657 et peint l'Assomption de la Vierge et Le Paradis pour la cathédrale et une Présentation de Marie au temple pour la chiesa de' Cappuccini.
Il opéra également dans le Genovesato, dans le Milanais et dans d'autres lieux du Piémont.

## Œuvres
- Assomption de la Vierge, tableau, cathédrale d'Acqui Terme ;
- Le Paradis, fresque de la chapelle, cathédrale d'Acqui Terme ;
- Saints Patriarches, fresque, cloître Saint-François, Acqui Terme ;
- Présentation de Marie au temple, retable du maître-autel  pour l'église des Capucins ;
- Annunziata, église des Terme Reali ;
- Annunziata, cloître Saint-Bernardino de Moncalvo ;
- Annunziata, cloître Saint-François de Strevi.

## Sources
- (en) Cet article est partiellement ou en totalité issu de l’article de Wikipédia en anglais intitulé « Giovanni Moneri » (voir la liste des auteurs).
- Vite de' più eccellenti pittori scultori e architetti de Giorgio Vasari, édition complétée et publiée par A spese de' Pazzani Carli e compagno, 1794
- Francesco Gandini, le cite dans ses Viaggi in Italia, publié par Presso L. De-Micheli, 1833